# 旧三井銀行小樽支店

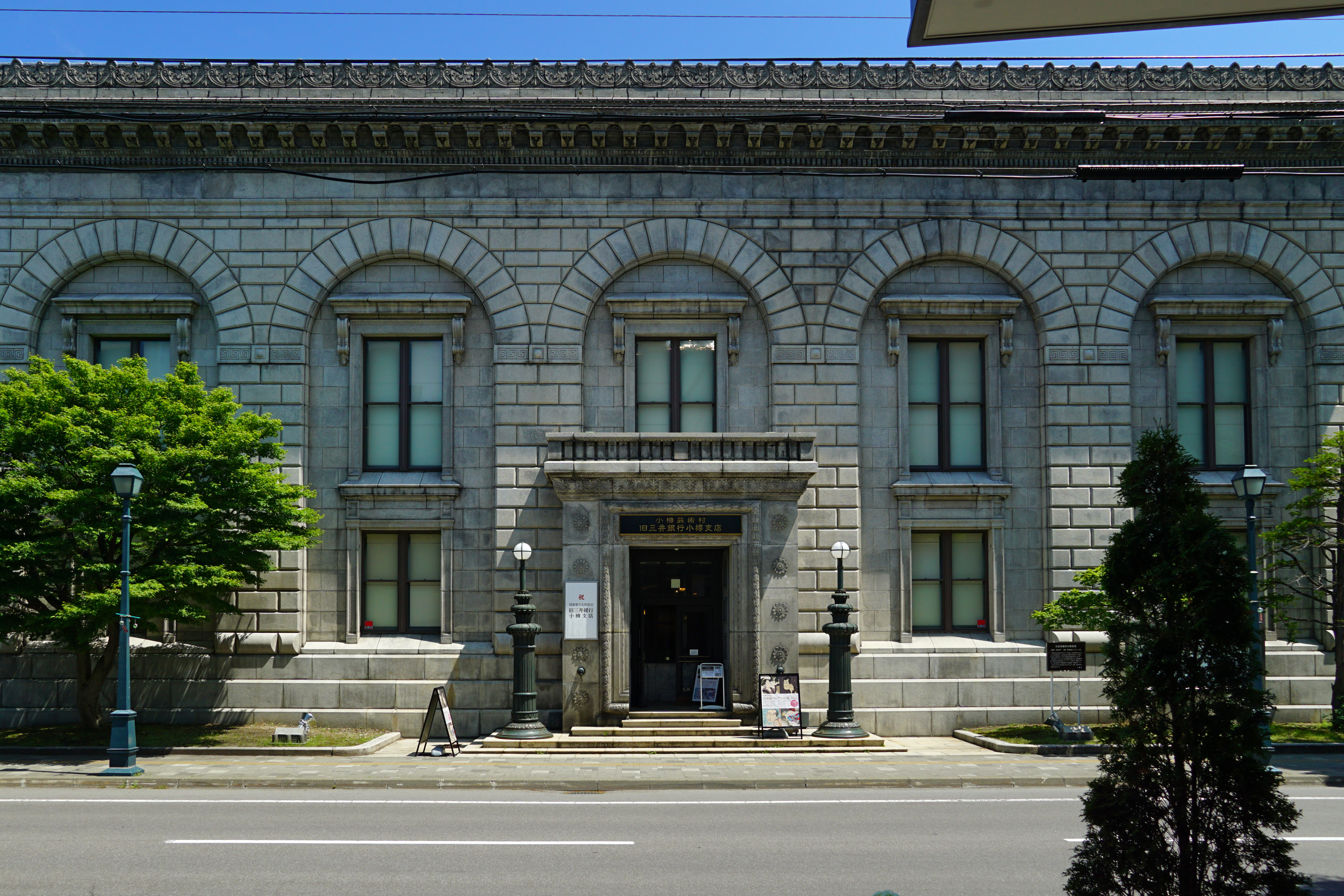
西側正面外観

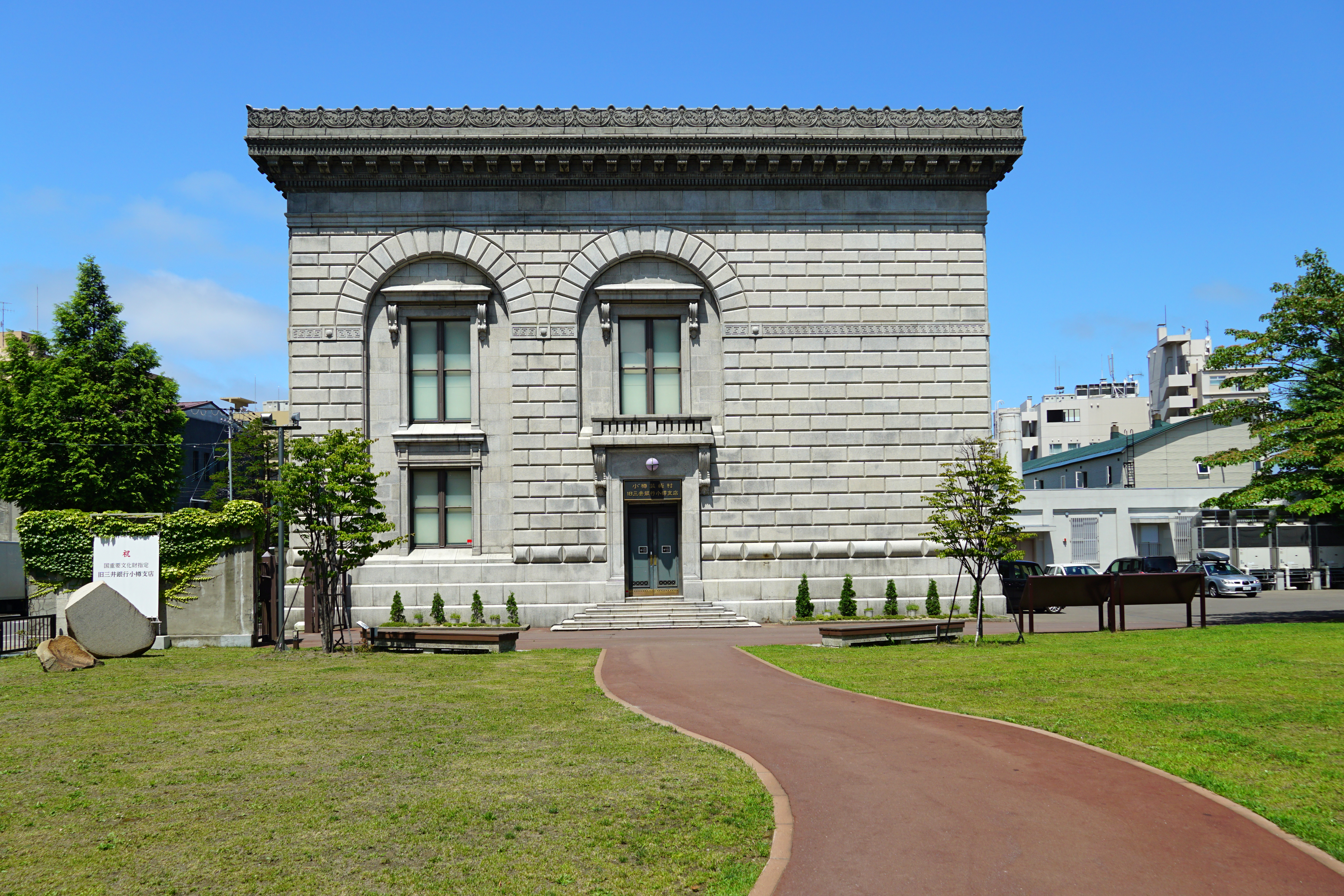
南東側外観

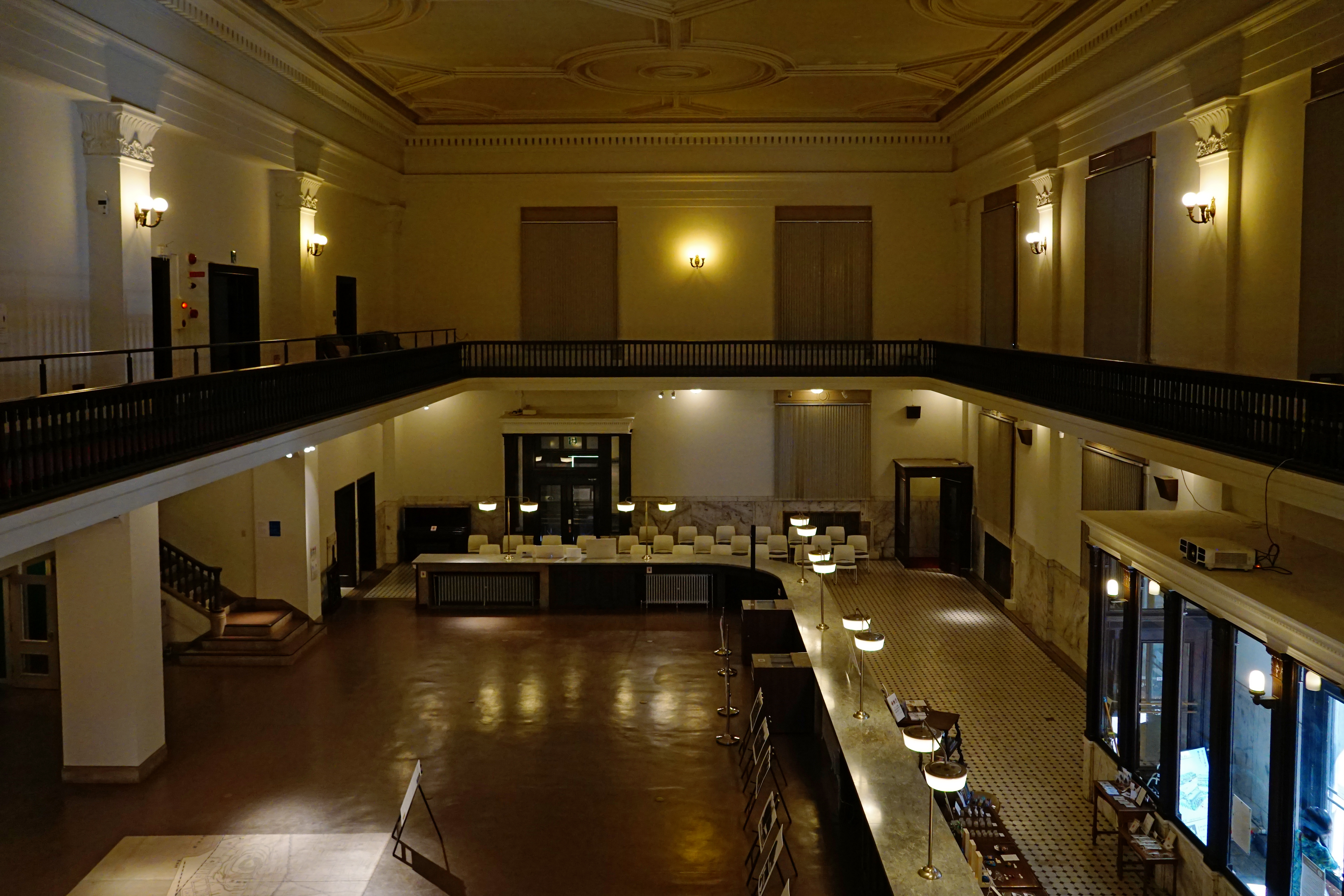
館内

旧三井銀行小樽支店（きゅうみついぎんこうおたるしてん）は、北海道小樽市にある歴史的建造物。「北のウォール街」と称された戦前の小樽市色内を現在に伝える建物の一つである。国の重要文化財に指定されている。

## 概要
小樽が港都として繁栄した戦前、北日本最大の金融街、「北のウォール街」とも称された小樽市色内に、三井銀行小樽支店として1927年竣工。設計は旧三菱銀行神戸支店や慶応義塾大学図書館を手がけた曾禰中條建築事務所、施工は竹中工務店が担った。
構造は、関東大震災を教訓に耐震技術を取り入れた鉄骨鉄筋コンクリート造、外壁には北米産の花崗岩が使用された。
竣工以来、三井銀行小樽支店、帝国銀行小樽支店、三井銀行小樽支店、太陽神戸三井銀行小樽支店、さくら銀行小樽支店、三井住友銀行小樽支店と名前を変え銀行店舗として使用され続けてきたが、2002年11月15日に閉店、18日付で札幌支店に統合。市内の都市銀行で唯一21世紀まで営業を続けていたため、閉店後長崎屋小樽店内に出張所（ATM）が設置され、現在も小樽市収納代理金融機関のひとつに三井住友銀行が含まれている。
建物は石屋製菓に売却された。夜間ライトアップは継続されたが、建物が活用されることはなかった。
2016年、ニトリが建物の所有者となり、美術館であるニトリ小樽芸術村（現・小樽芸術村）を構成する一施設として活用する予定であることが発表された。「日本近代絵画美術館」として2017年の開業を目指しており、岸田劉生の作品や東海道五十三次などを展示する予定であったが、2022年10月現在では行っていることを確認できず事実上の白紙状態になっている。
2017年2月16日、小樽市文化財に指定された。
2022年2月9日、本館・附属家が国の重要文化財に指定された。

## 交通アクセス
- 函館本線 小樽駅 徒歩10分

## 周辺
- 北のウォール街
  - 日本銀行旧小樽支店金融資料館
  - 旧北海道銀行本店（小樽バイン）
  - 旧三菱銀行小樽支店（小樽運河ターミナル）
  - 旧北海道拓殖銀行小樽支店
  - 旧第四十七銀行小樽支店（小樽紙商事）
  - 旧第百十三銀行小樽支店（小樽浪漫館）
  - 旧郵政省小樽地方貯金局（小樽文学館・小樽美術館）
- 小樽運河
- 旧手宮線
- 小樽郵便局